# Pardalota reimeri
Pardalota reimeri är en insektsart som beskrevs av La Baume 1911. Pardalota reimeri ingår i släktet Pardalota och familjen vårtbitare. Inga underarter finns listade i Catalogue of Life.